# Kolínská malířská škola
Kolínská malířská škola (Kölner Malerschule) je termín používaný od 19. století pro malíře činné v Kolíně nad Rýnem v období rané až pozdní gotiky (1300–1550). Po sobě následující generace kolínských malířů se navzájem ovlivňovaly a vytvořily osobitý styl gotické malby. Počátky sahají ke knižním iluminacím z doby kolem r. 1300 a vrchol je spojen se jmény Mistr Svaté Veroniky (1395–1415) a Stefan Lochner (1430–1451). Mezi těmito umělci jsou také tvůrci vitráží, kteří pro kolínskou katedrálu vytvořili 43 barevných oken s plochou více než 1350 m². Nový styl nizozemské malby přinesli do Kolína Mistr Oltáře sv. Bartoloměje a Mistr legendy sv. Jiří.

## Historie
Kolín nad Rýnem byl ve středověku jedním z nejlidnatějších a nejbohatších měst v Německu a proslul luxusním vybavením svých četných kostelů. Nacházelo se zde 36 klášterů a kromě duchovenstva byli objednavateli obrazů také šlechtici a místní buržoazie. Teologové dominikánského řádu jako Mistr Eckhart, Johannes Tauler, Heinrich Suso, nebo členka benediktinského řádu Hildegarda z Bingenu přispěli k vytvoření pojmu Německá mystika nebo Mystika Porýní, která má svoji ozvěnu v konkrétní škole malby. Drobných přenosných oltářů, které vycházejí z francouzských knižních iluminací, bylo objeveno kolem 1300. V registrech města je zaznamenáno sto malířů, ale díla nejsou signována a proto je většina tvůrců pomocně označena podle svého nejznámějšího díla.
Nejstarším dílem je velký Oltář klarisek z let 1360–1370, jehož křídla jsou na vnější straně zdobena malbami. Z období kolem roku 1350 pochází také oltář v opatství v Marienstattu a tzv. Zlatý oltář v Oberwessel. Za nejlepšího malíře v německých zemích byl považován po polovině 14. století Mistr Wilhelm. V jeho dílně mohl pobývat Mistr Theodorik, jehož malby mají shodné typy obličejů, gest a postojů, drapérie těsně přimknuté k tělu a modelované světlem a vyznačují se zálibou ve zdobených orientálních textiliích.
Mistr oltáře sv. Vavřince (Meister von St. Laurenz) byl činný v Kolíně před Stefanem Lochnerem a patří ke zlaté éře Kolínské školy. Vrcholným dílem Kolínské školy je Oltář městských patronů, který vytvořil Stefan Lochner (činný v Kolíně 1430–1451). Představitel „dvorního stylu“ – Mistr Svaté Veroniky (1395–1415) je spolu se Stefanem Lochnerem považován za nejvýznamnějšího malíře Kolínské školy a německého tvůrce Internacionálního krásného slohu. Jeho vliv sahal až do Vestfálska a Dolního Saska.
Třetí perioda kolínské malby byla ovlivněna nizozemskou ranou renesancí, zejména dílem Rogiera van der Weydena a Vlámských primitivů. V Kolíně byli reprezentanty nizozemské malby („kolínští primitivové“) Mistr legendy sv. Jiří (1460–1490) a Mistr Oltáře sv. Bartoloměje (Meister des Bartholomäus-Altars, 1475–1510). Bartholomäus Bruyn starší (1493–1555) a jeho syn (1530–1610) jsou již řazeni k renesančním malířům.
Většina kolínských malířů pracovala v blízkosti Schildergasse. Stefan Lochner, který díky své práci získal slávu a určitou prosperitu, vlastnil v Kolíně dva domy, jeden poblíž románského kostela St. Pantaleon.

## Mistři Kolínské školy

### Před Lochnerem
- Mistr Oltáře klarisek (1360–1370)
- Meister Wilhelm (Wilhelm von Köln, Wilhelm von Herle, William of Cologne) Mistr Wilhelm (1358–1372)
- Hermann Wynrich von Wesel (1378–1413), žák Mistra Wilhelma, oženil se s jeho vdovou
- Meister der Heiligen Veronika – Mistr Svaté Veroniky (1395–1415)
- Meister der kleinen Passion – Mistr menších Pašijí (1400–1420)
- Meister des Wasservass’schen Kalvarienbergs – Mistr kalvárie Wasservassů (1415–1435)
- Meister von St. Laurenz – Mistr oltáře sv. Vavřince (1415–1430)
- Meister der Heiligen Sippe der Ältere – Mistr Svatého příbuzenstva starší (1410–1440)
- Meister des Palanter Altars – Mistr palanterského oltáře (kolem 1425–1430)

### Současníci Lochnera
- Stefan Lochner (1430–1451)
- Meister des Heisterbacher Altars – Mistr oltáře v Heisterbachu (kolem 1445–1450)

### Po Lochnerovi
- Meister der Georgslegende – Mistr legendy sv. Jiří (1460–1490)
- Meister der Brunolegende – Mistr legendy sv. Bruna (kolem 1500)
- Meister des Marienlebens (Master of the Life of the Virgin), Mistr Mariina života (1460–1490)
- Meister der Verherrlichung Mariae – Mistr Oslavení Marie (1460–1470 /80 nebo 1493)
- Meister der Lyversberger Passion – Mistr Lyversbergovy pašije (1460–1490)
- Meister der zwölf Apostel, možná totožný s Mistr Lyversbergovy pašije
- Maître du choeur des anges diptyque Bonn – Mistr diptychu z Bonnu (1480–1490)
- Meister des Bartholomäus-Altars (Master of the St. Bartholomew Altarpiece), Mistr Oltáře sv. Bartoloměje, nizozemský malíř, aktivní v Kolíně 1475–1510
- Jüngeren Meister der Heiligen Sippe – Mistr Svatého příbuzenstva mladší (1475–1515)
- Maitre Saint-Germain-des-Prés – Mistr Saint-Germain-des-Prés (původem z Kolína, kolem 1500 aktivní ve Francii)

### Poslední zástupci
- Meister der (Kölner) Ursula-Legende – Mistr legendy sv. Uršuly (1489/90 – 1510/15)
- Meister des Aachener Altars – Mistr Oltáře z Aachen (1495–1520)
- Meister von Sankt Severin – Mistr ze Sankt Severin (? – před 1520)
- Bartholomäus Bruyn der Ältere – Bartholomäus Bruyn starší (1493–1555)
- Meister des Sinziger Calvarienberges – Mistr Kalvárie ze Sinzig (kolem 1480)

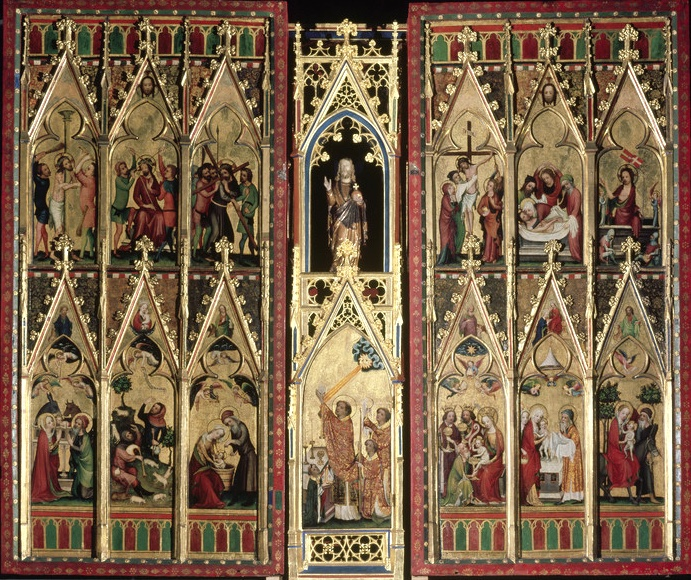
Oltář klarisek (1360–1370)
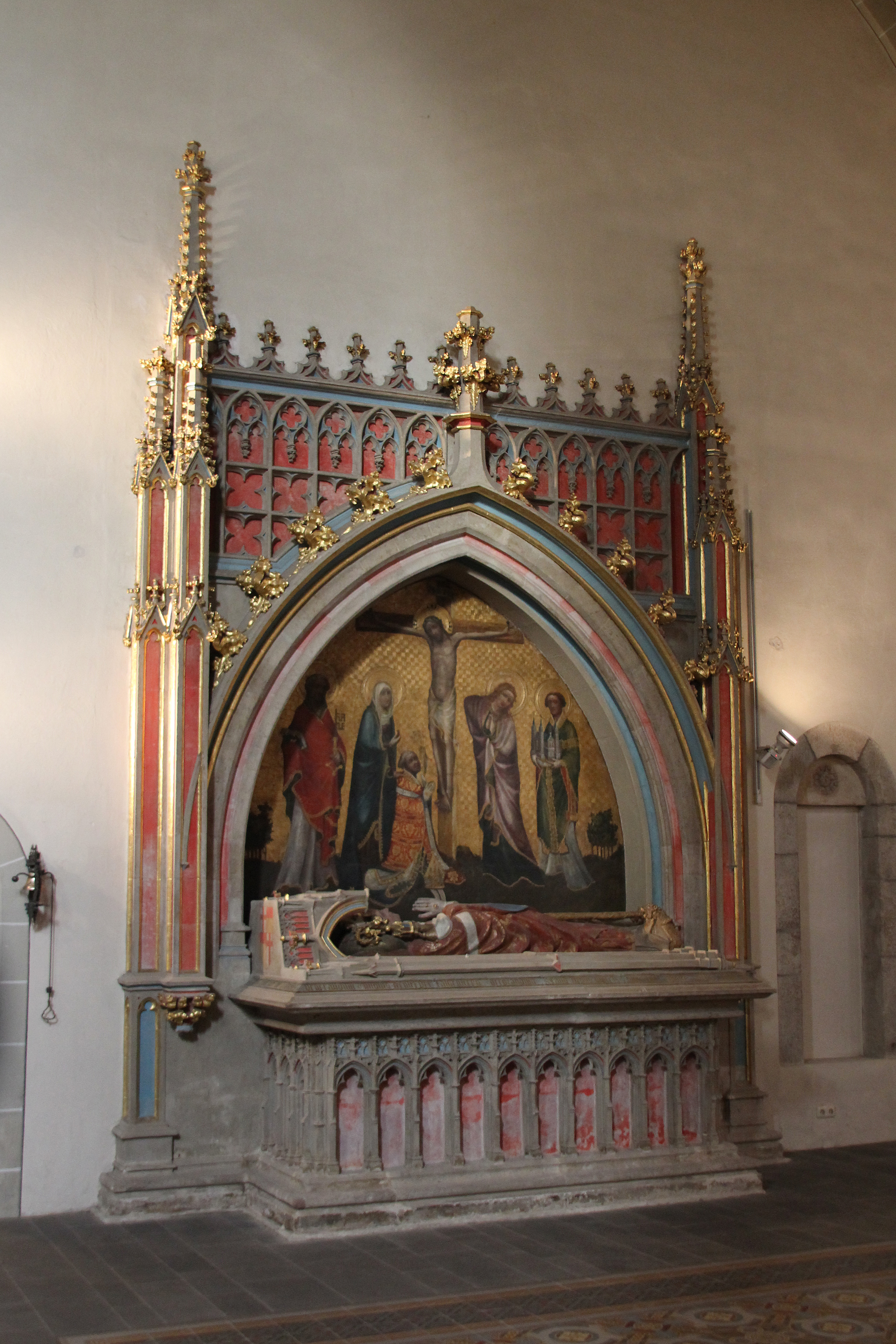
Basilika St Kastor Koblenz, oltář připsaný Mistru Wilhelmovi
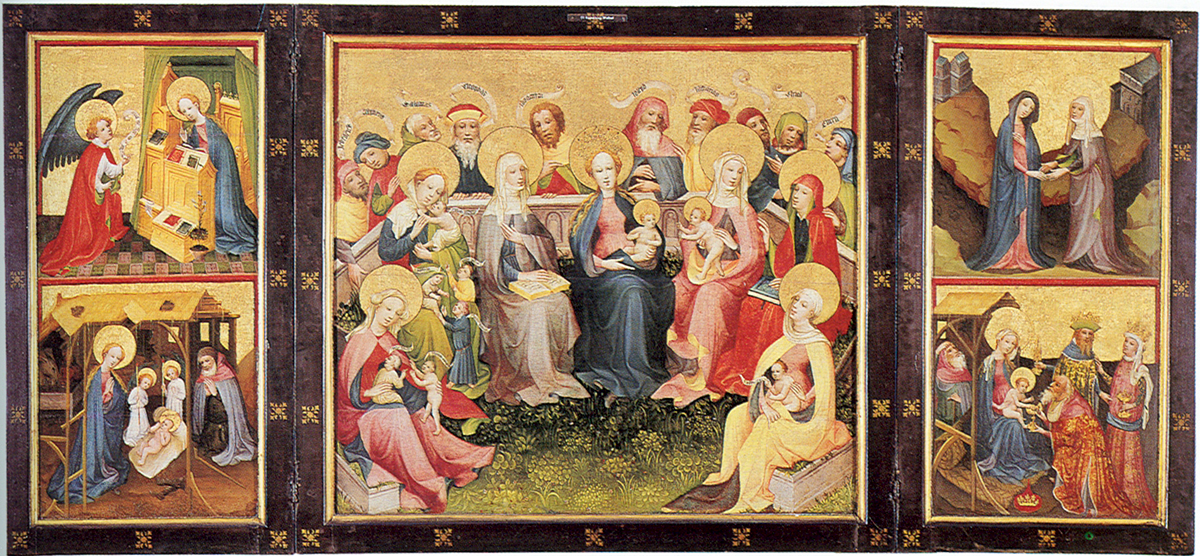
Starší Mistr Svatého příbuzenstva (1420)
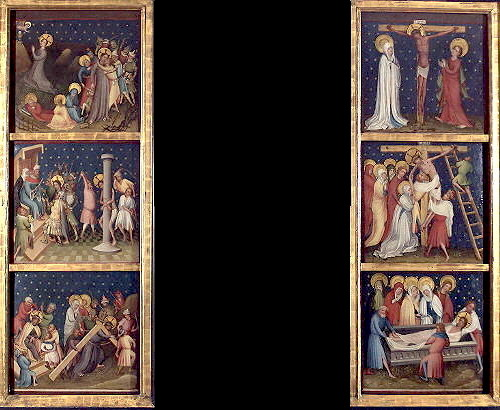
Mistr malých Pašijí (1400–1420)
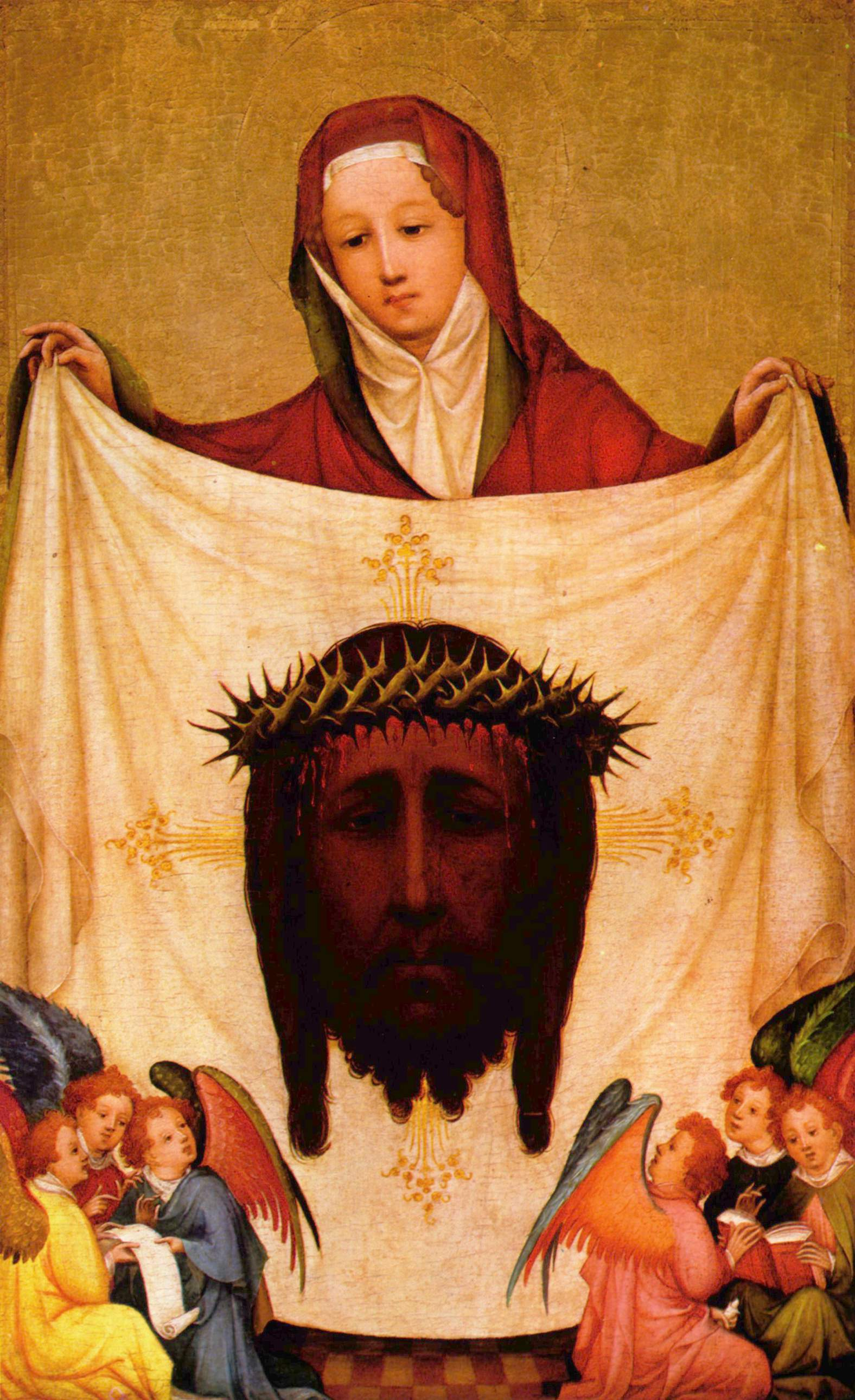
Mistr svaté Veroniky (1420)
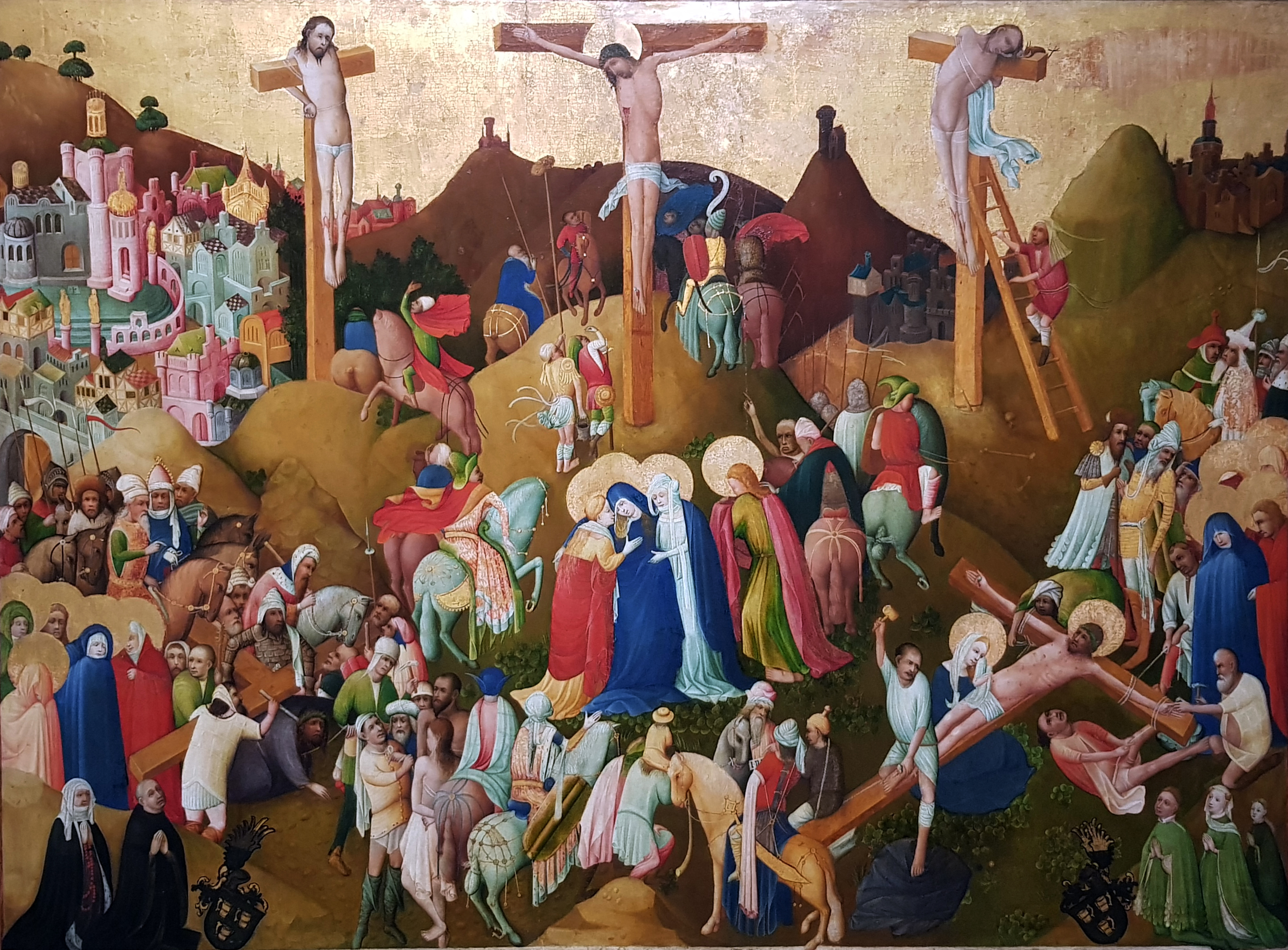
Kalvárie rodiny Wasservass (1425)
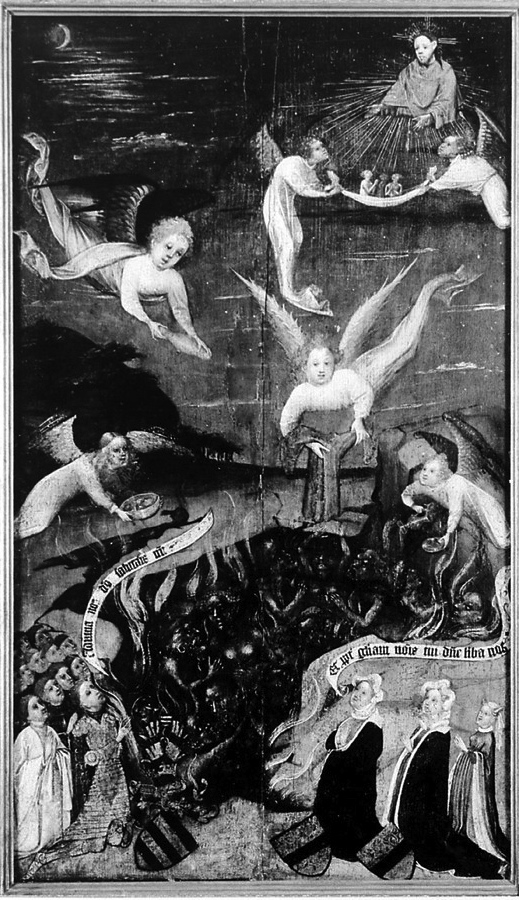
Mistr palanterského oltáře, Vysvobození z očistce (kolem 1425–1430)
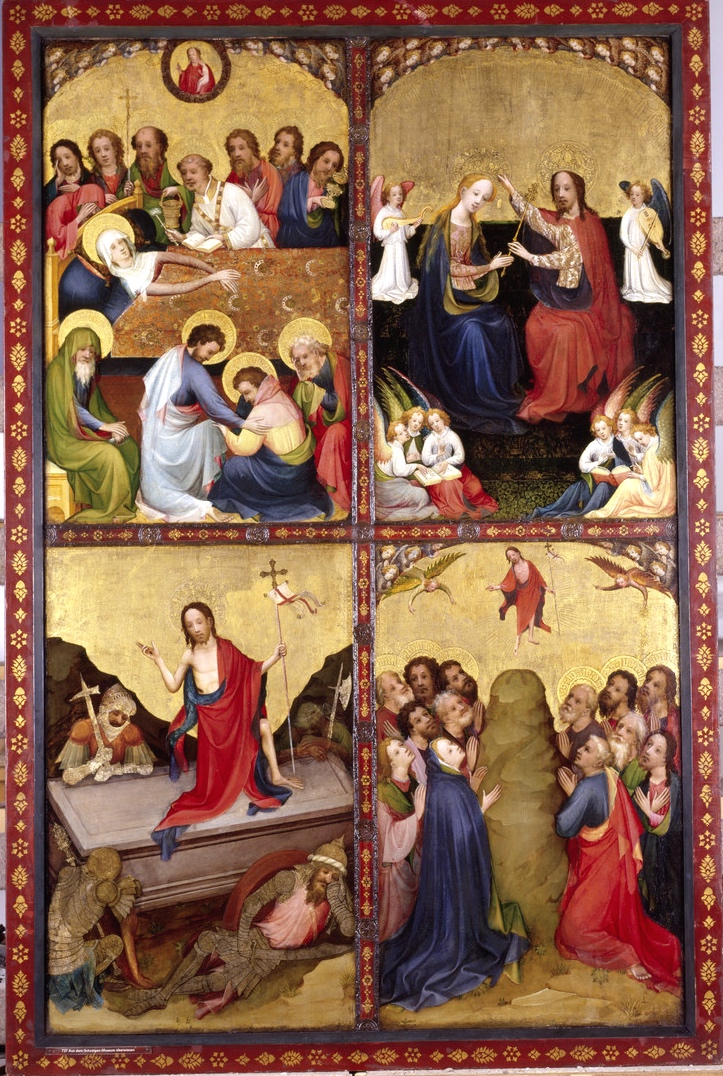
Mistr oltáře v Heisterbachu (1445–1450)
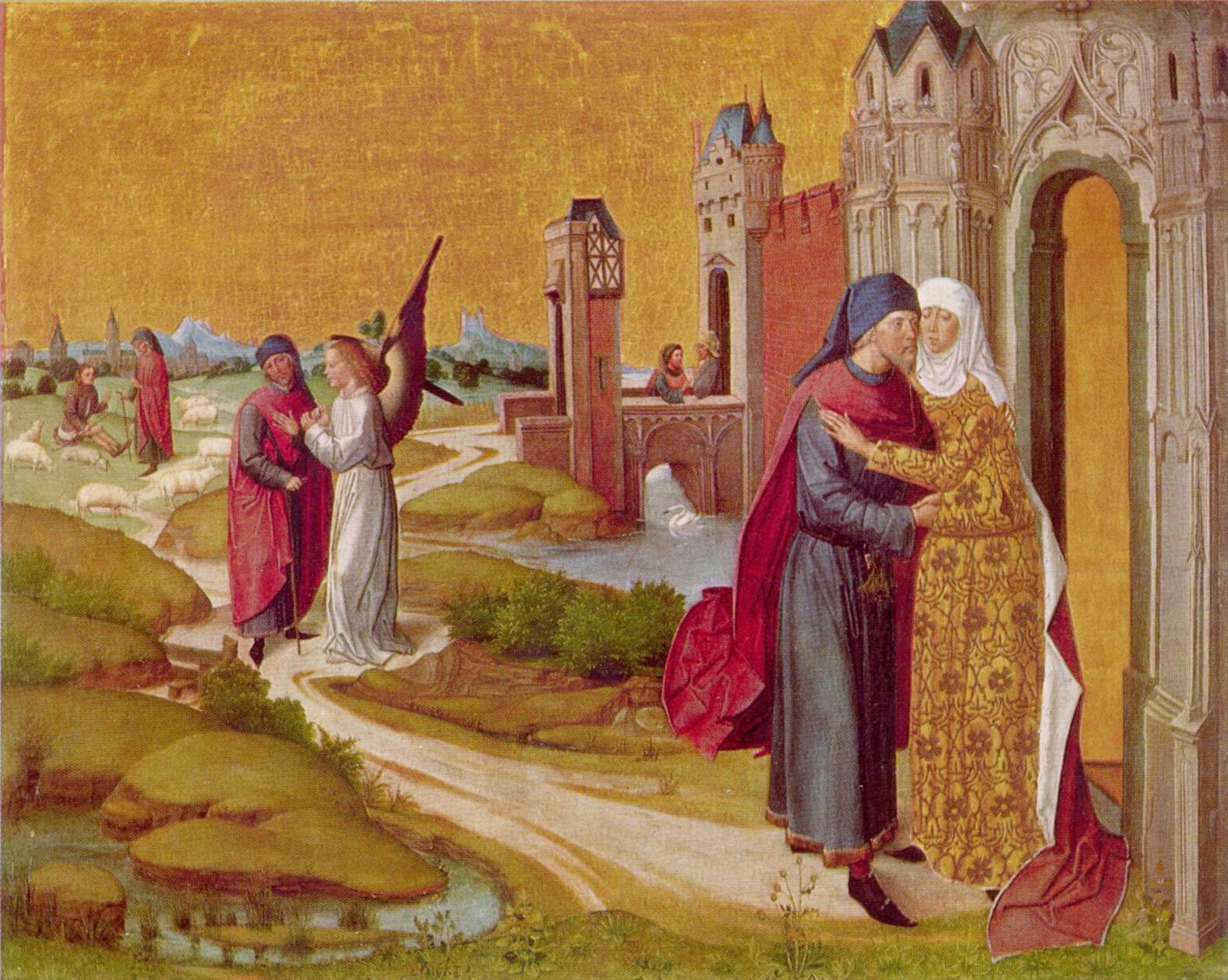
Mistr Mariina života, Setkání Jáchyma a Anny ve Zlaté bráně (1460)
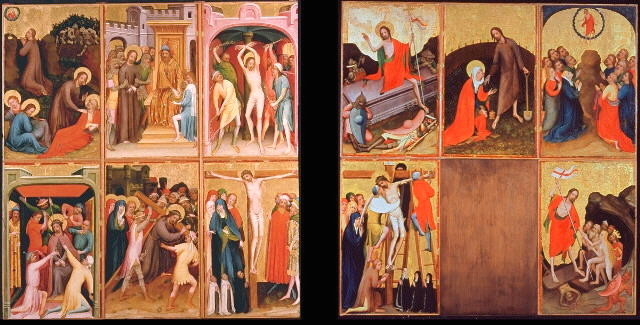
Mistr oltáře sv. Vavřince, Pašijový oltář (1425–1430)
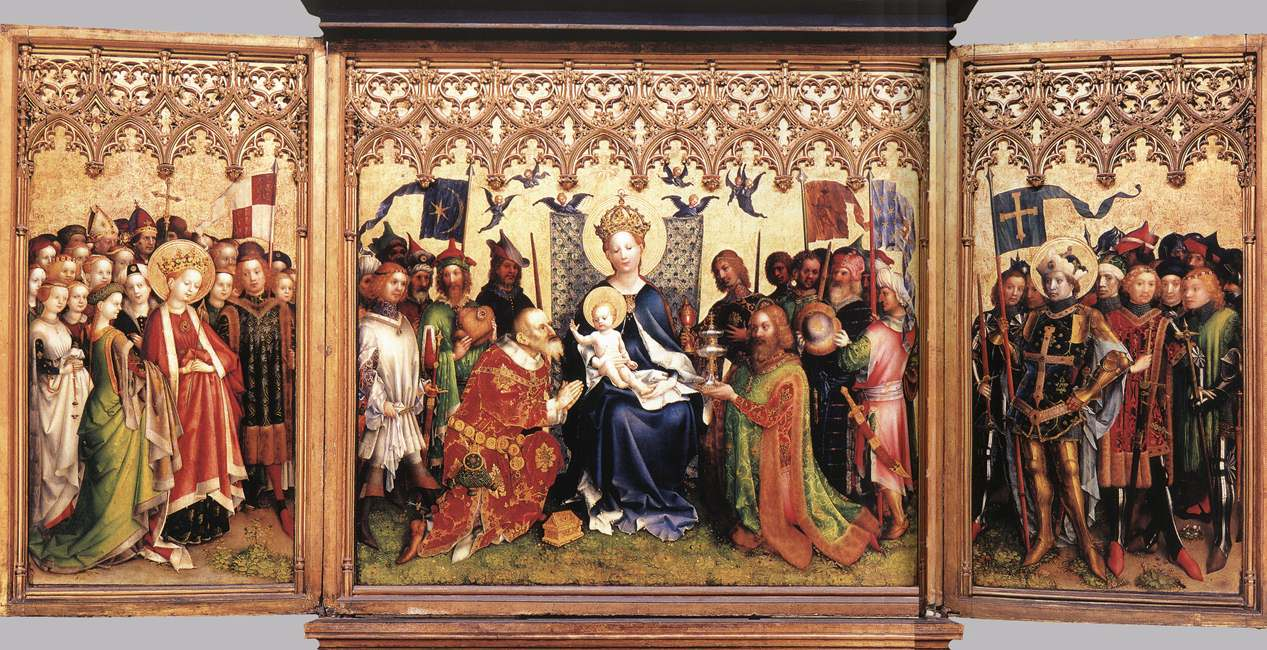
Stefan Lochner – Oltář svatých patronů Kolína (kolem 1440)
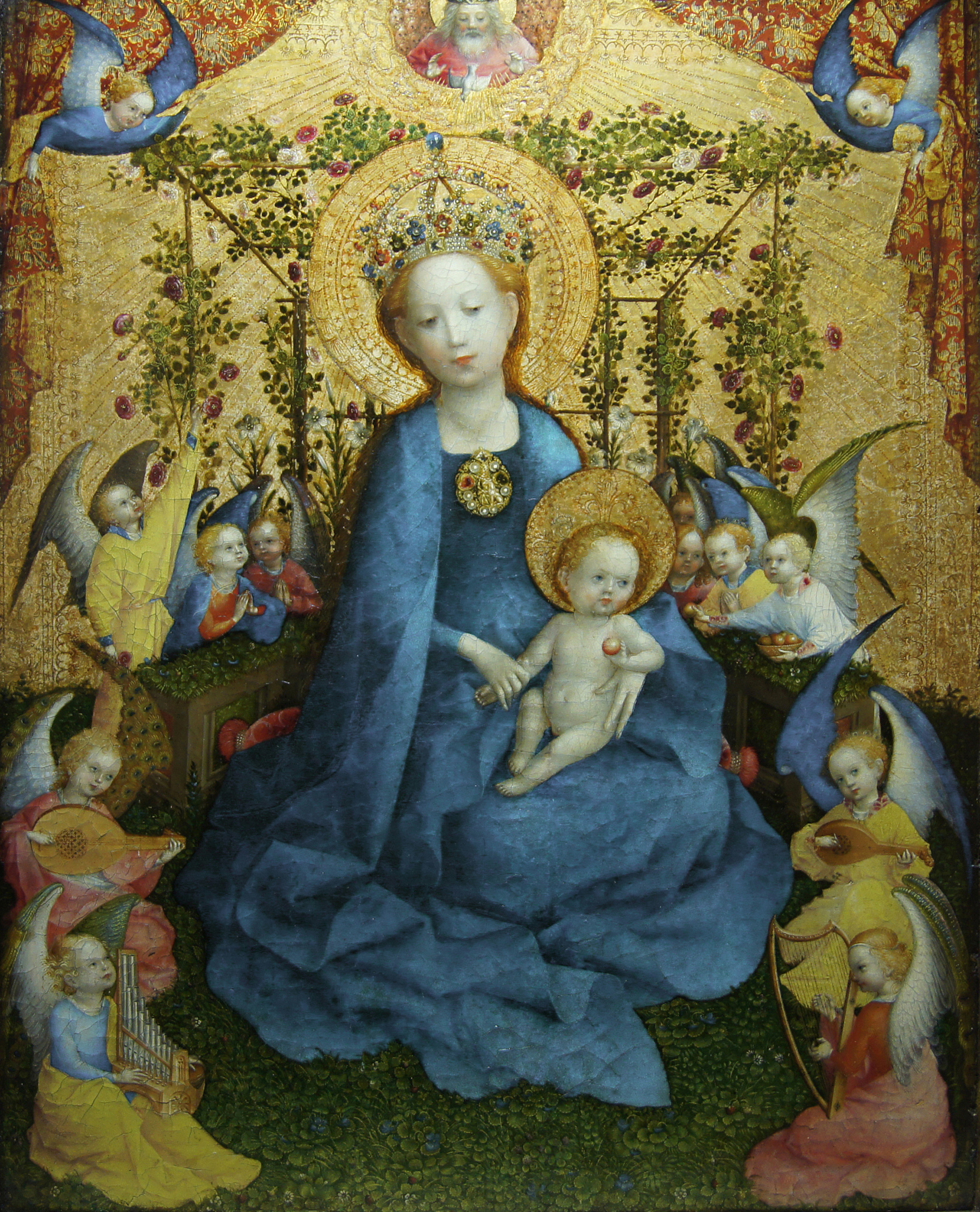
Stefan Lochner, Madona v růžovém keři (kolem 1448)
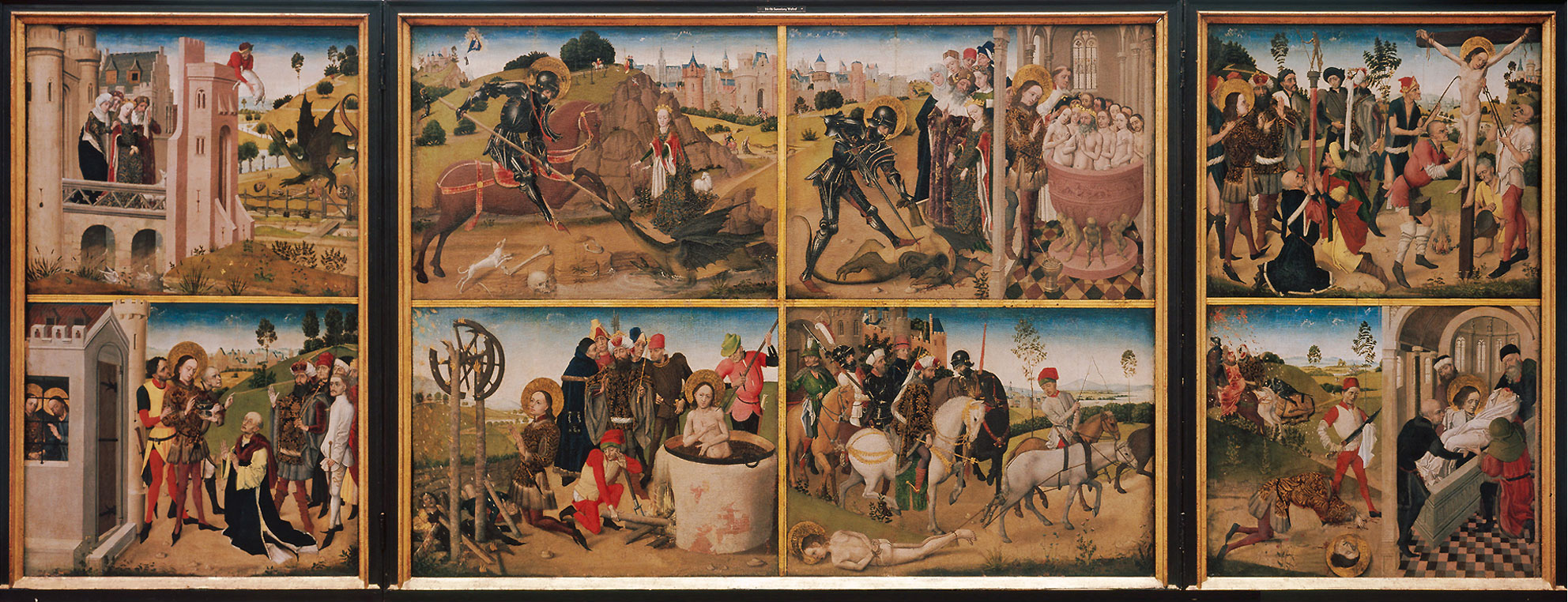
Mistr legendy sv. Jiří, Oltář sv. Jiří (kolem 1460)
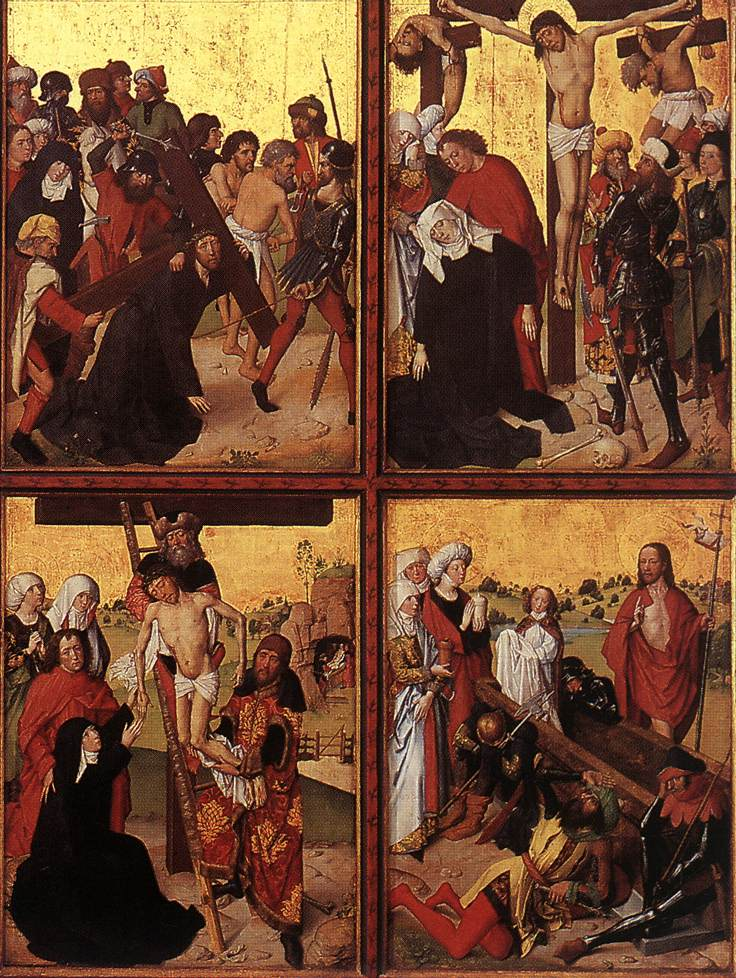
Mistr Lyversbergovy pašije (detail oltáře), 1460
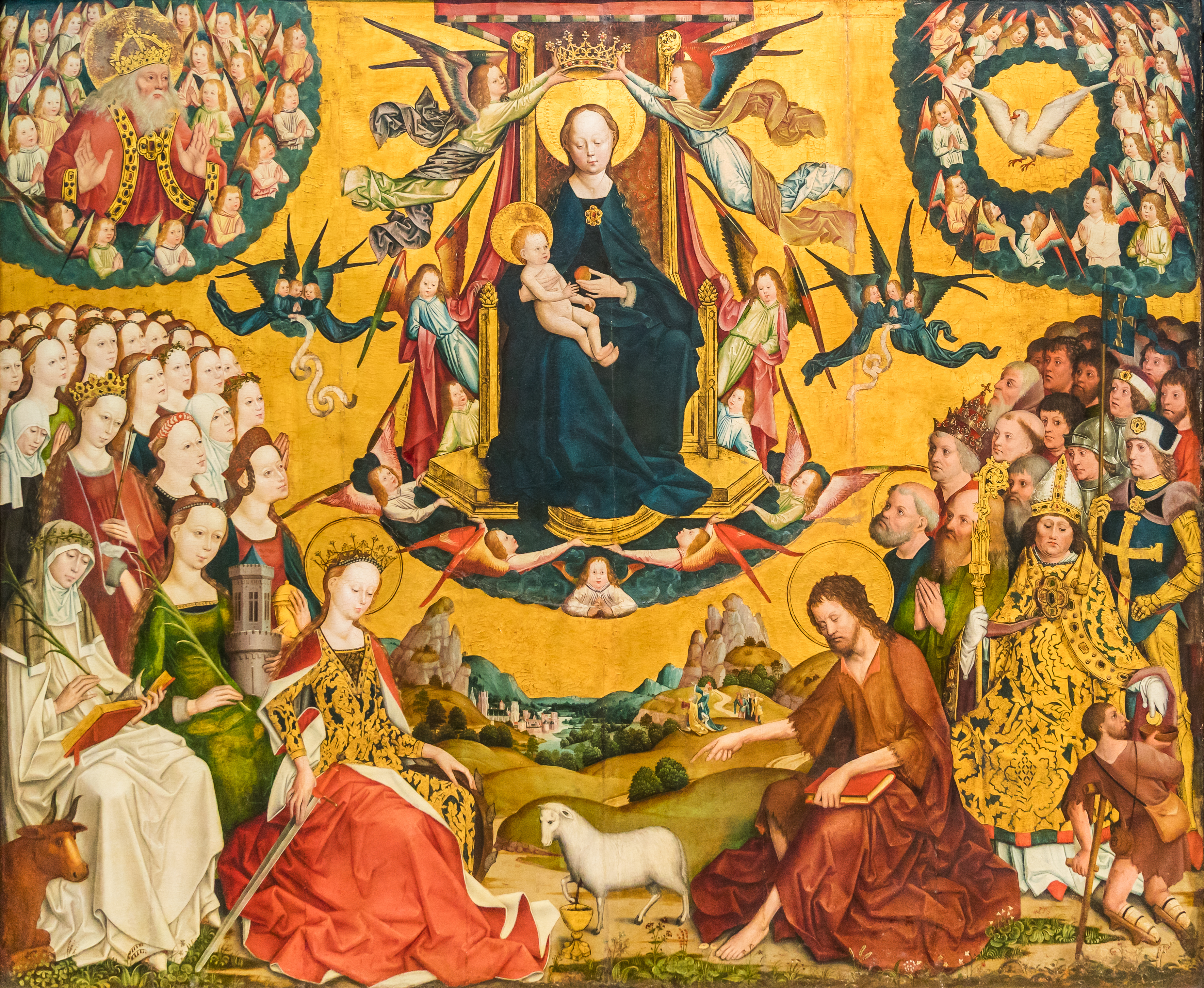
Mistr Oslavení Panny Marie, Oslavení Marie (1480)
Mistr Kalvárie ze Sinzig (kolem 1480)
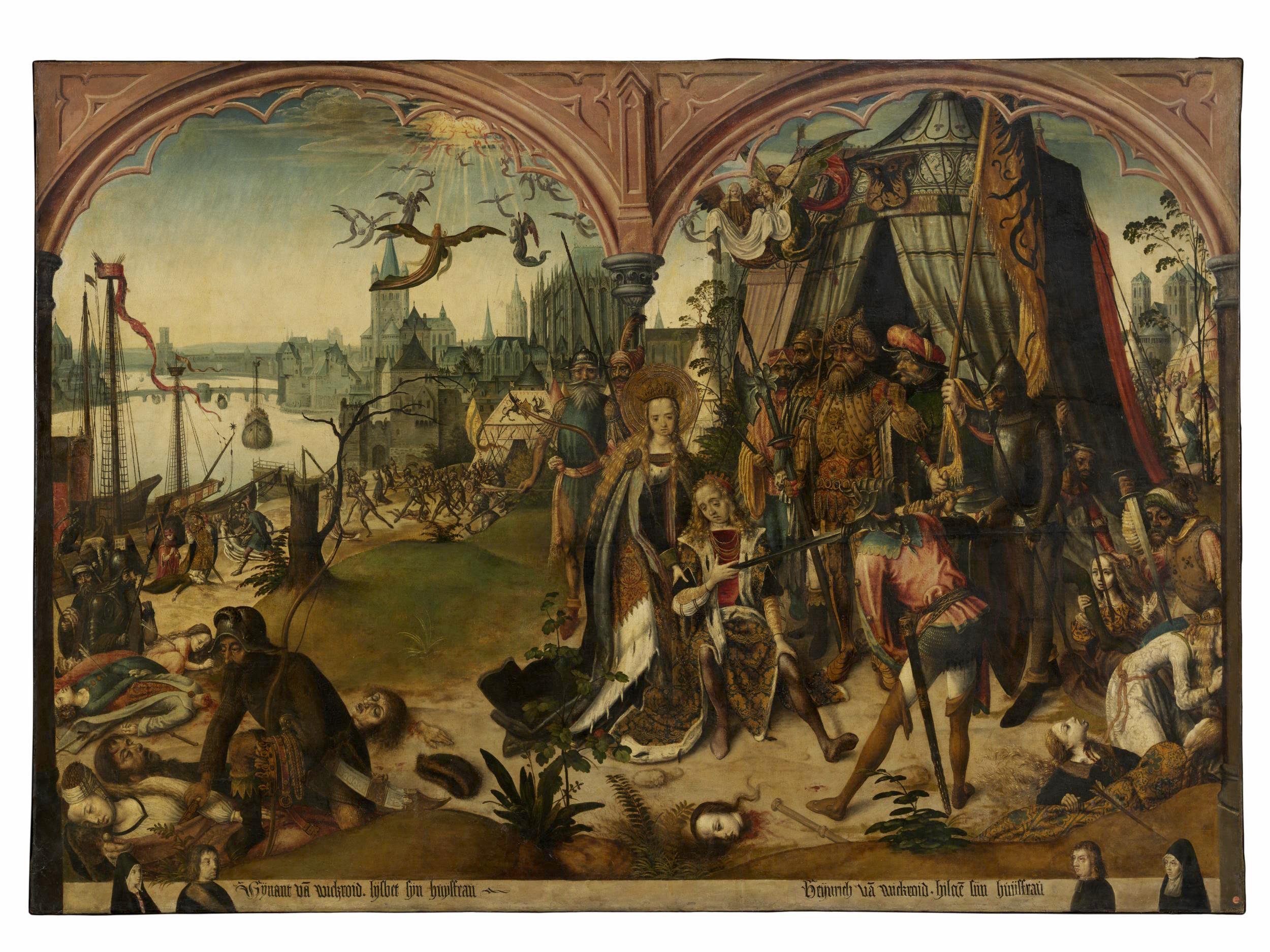
Mistr legendy sv. Uršuly, 16 martyrů (1493–1496)
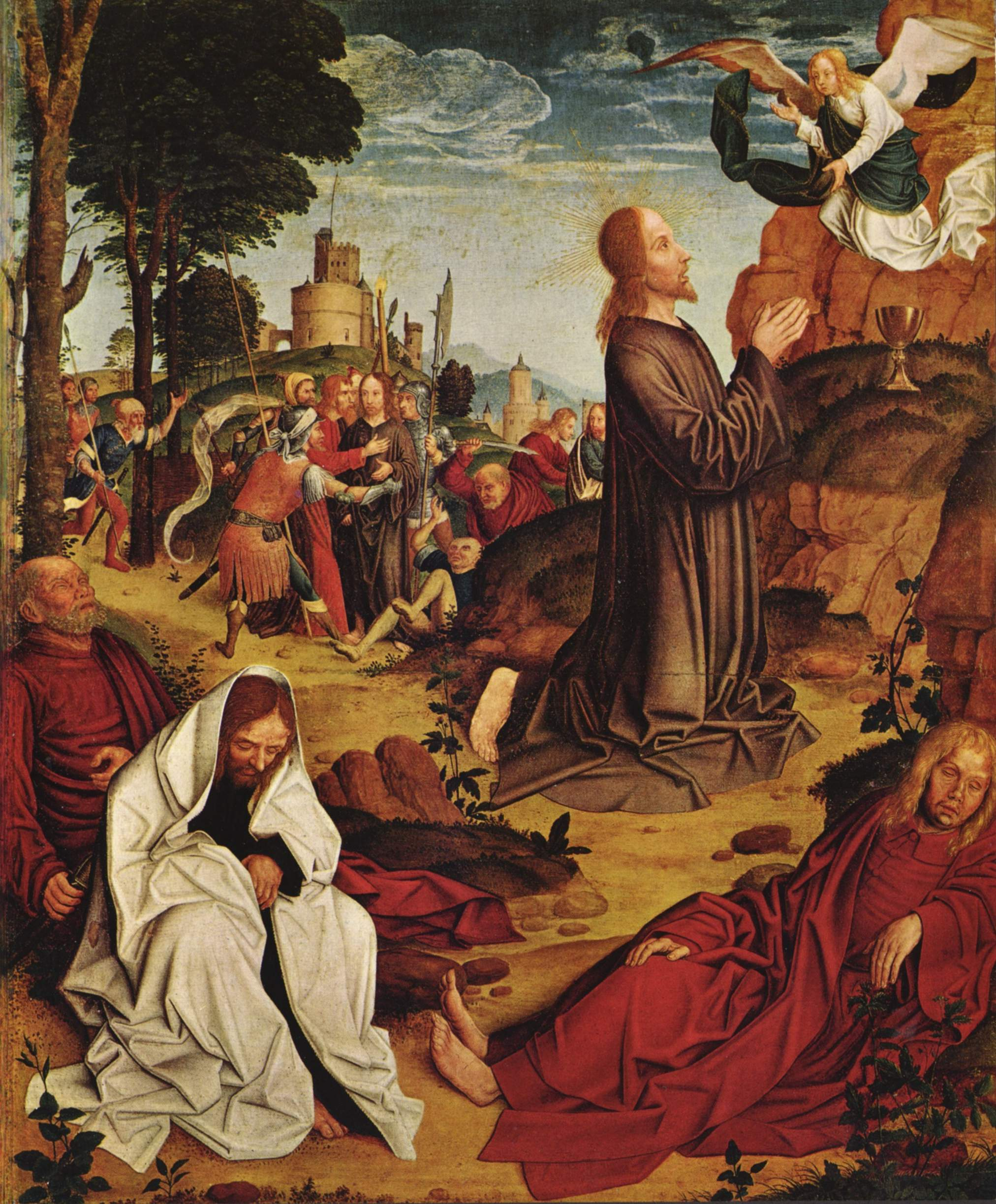
Mistr ze Sankt Severin, Kristus na hoře Olivetské (kolem 1500)
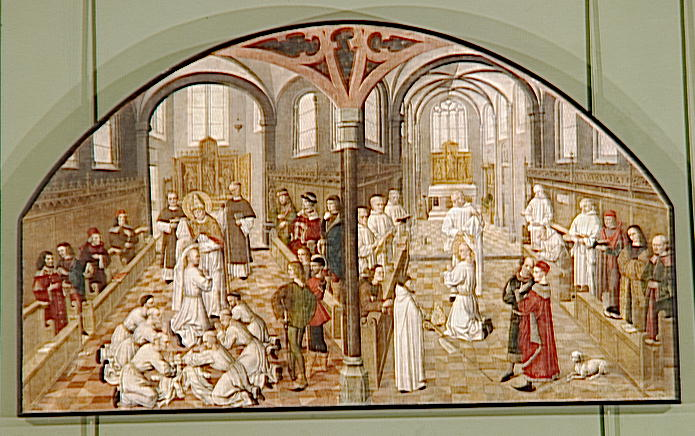
Mistr legendy sv. Bruna (kolem 1500)
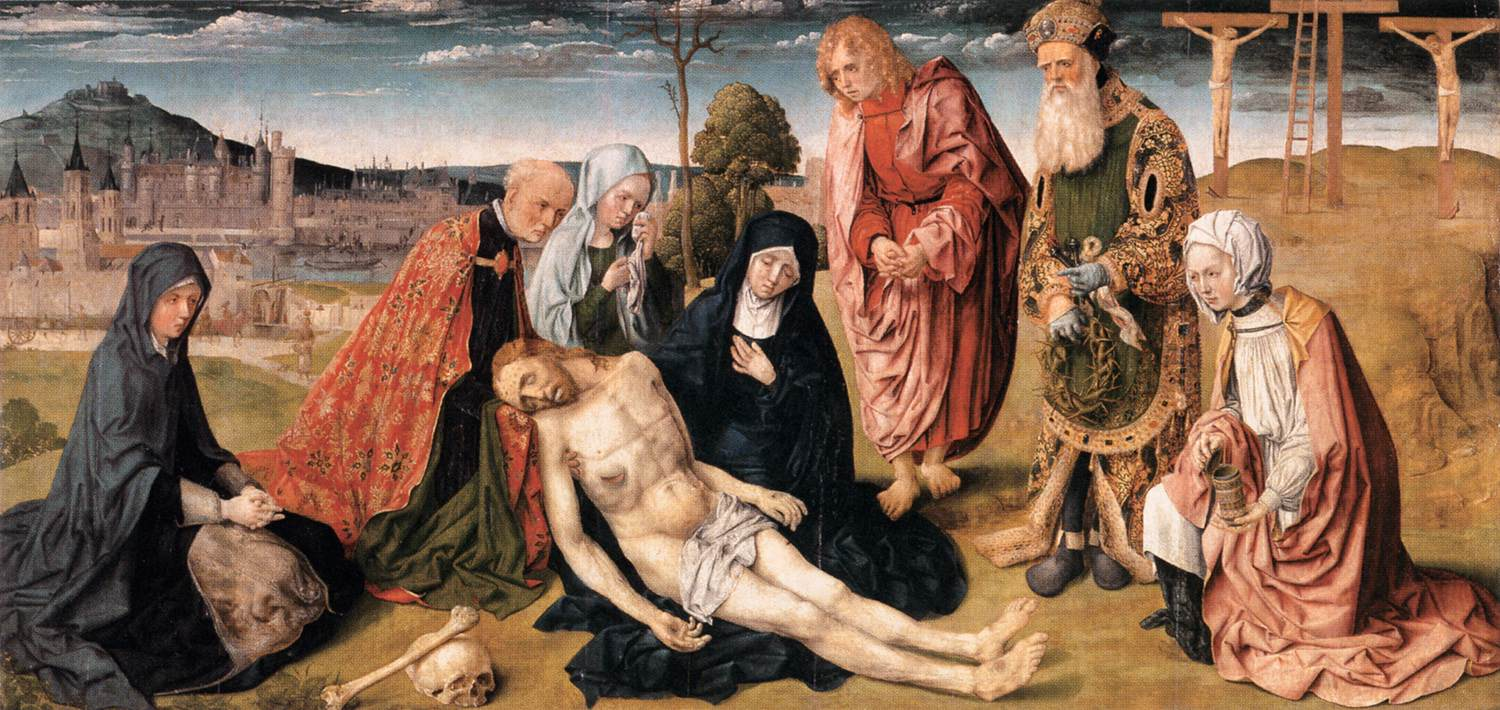
Pietà ze Saint-Germain-des-Prés (kolem 1500)
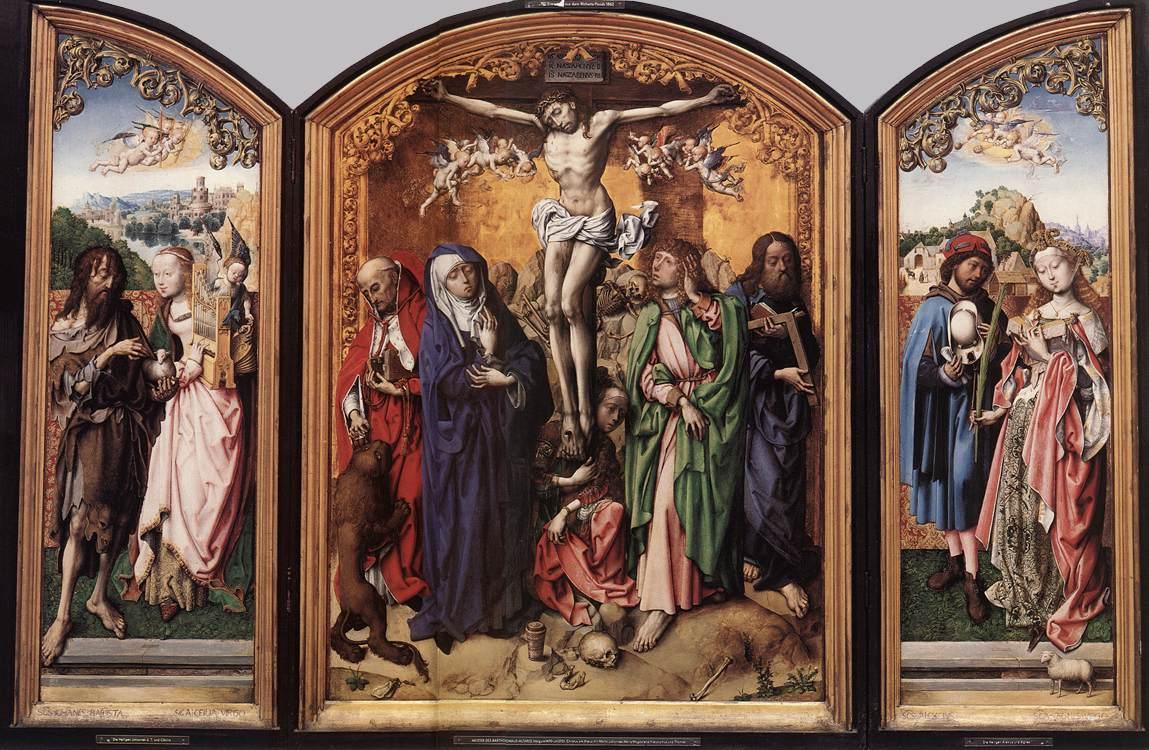
Mistr Oltáře sv. Bartoloměje – Ukřižování (1495–1501)
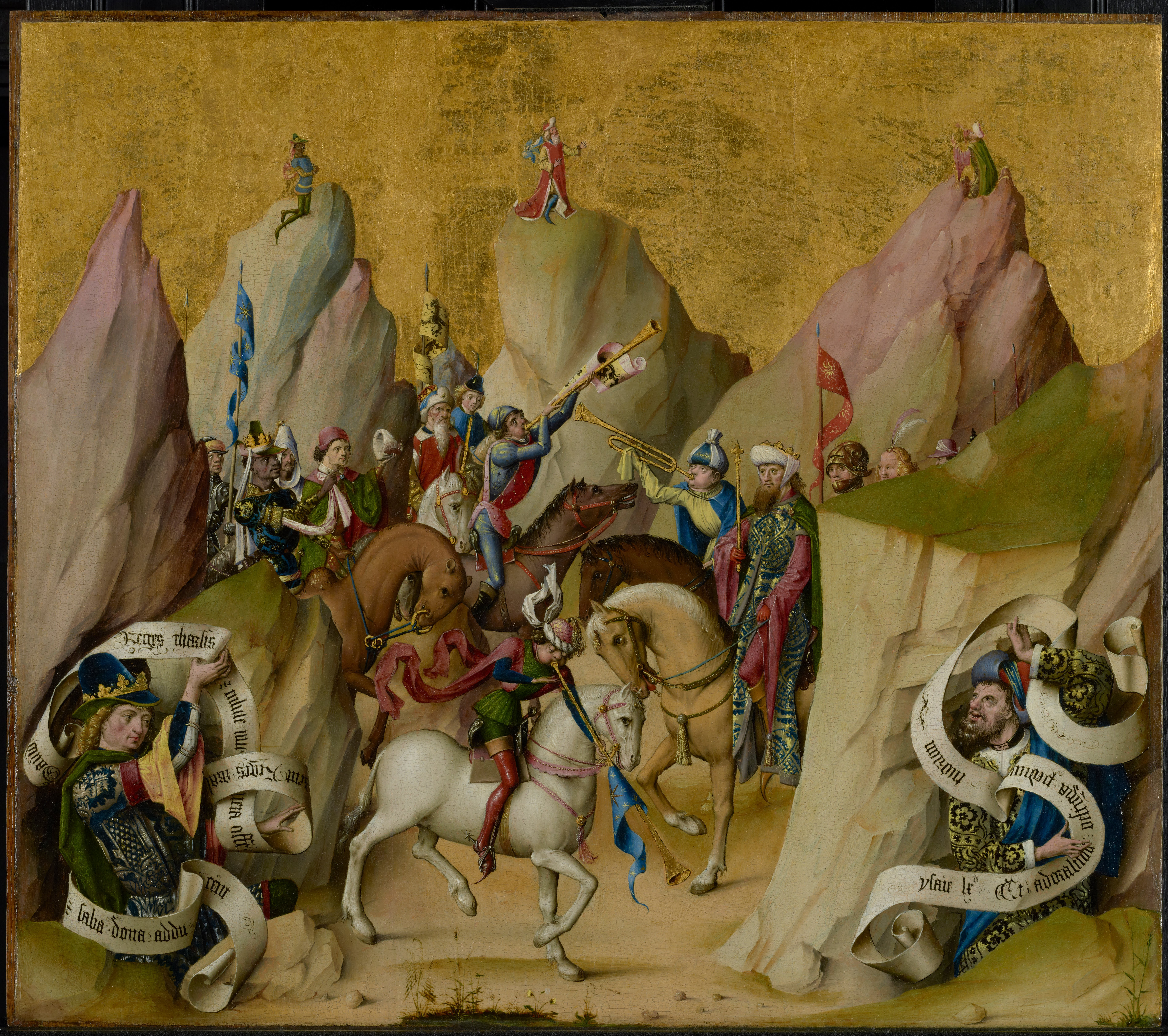
Mistr Oltáře sv. Bartoloměje – Setkání tří králů s Davidem a Izajášem – Google Art Project
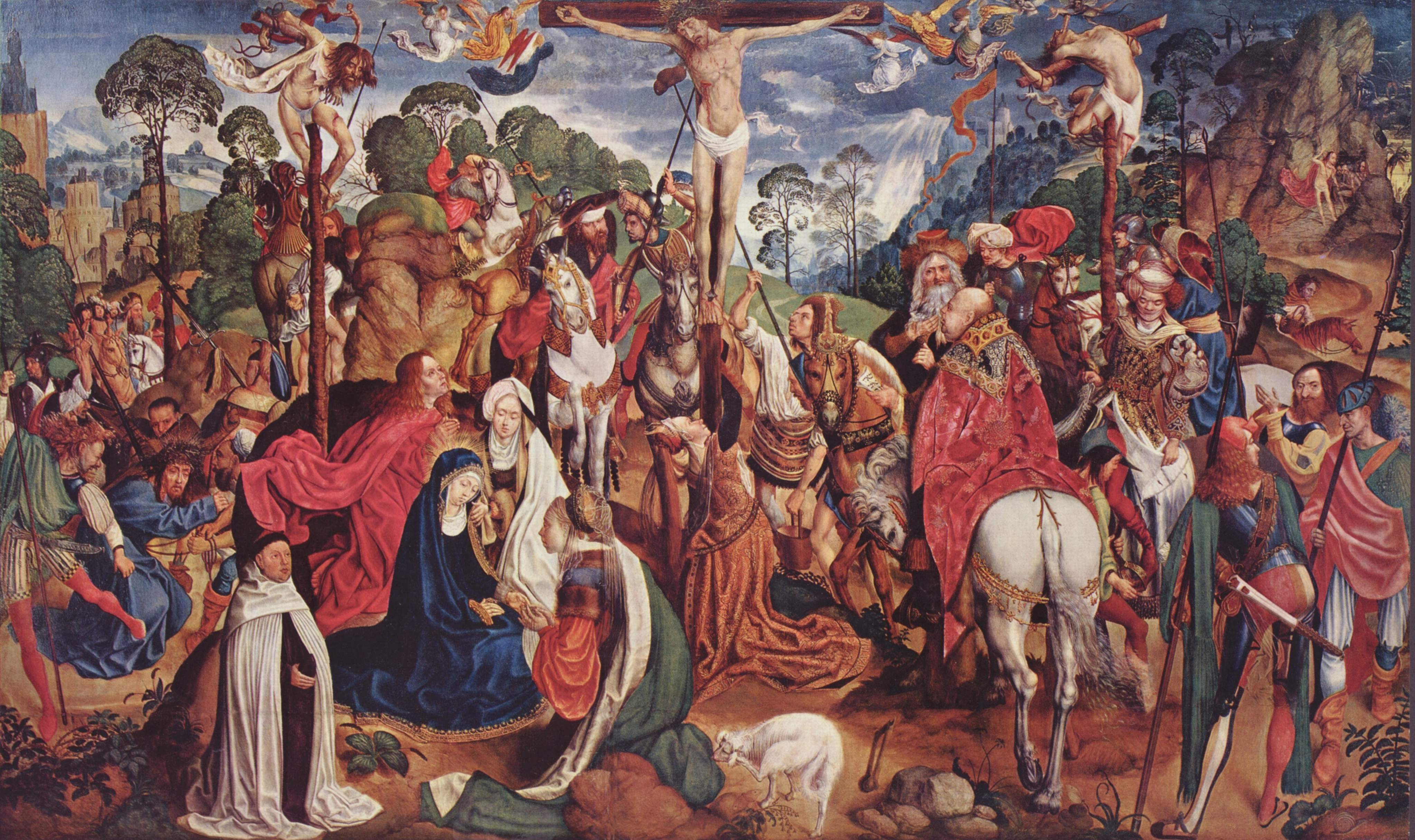
Oltář z Aachen, Ukřižování (1515–1520)
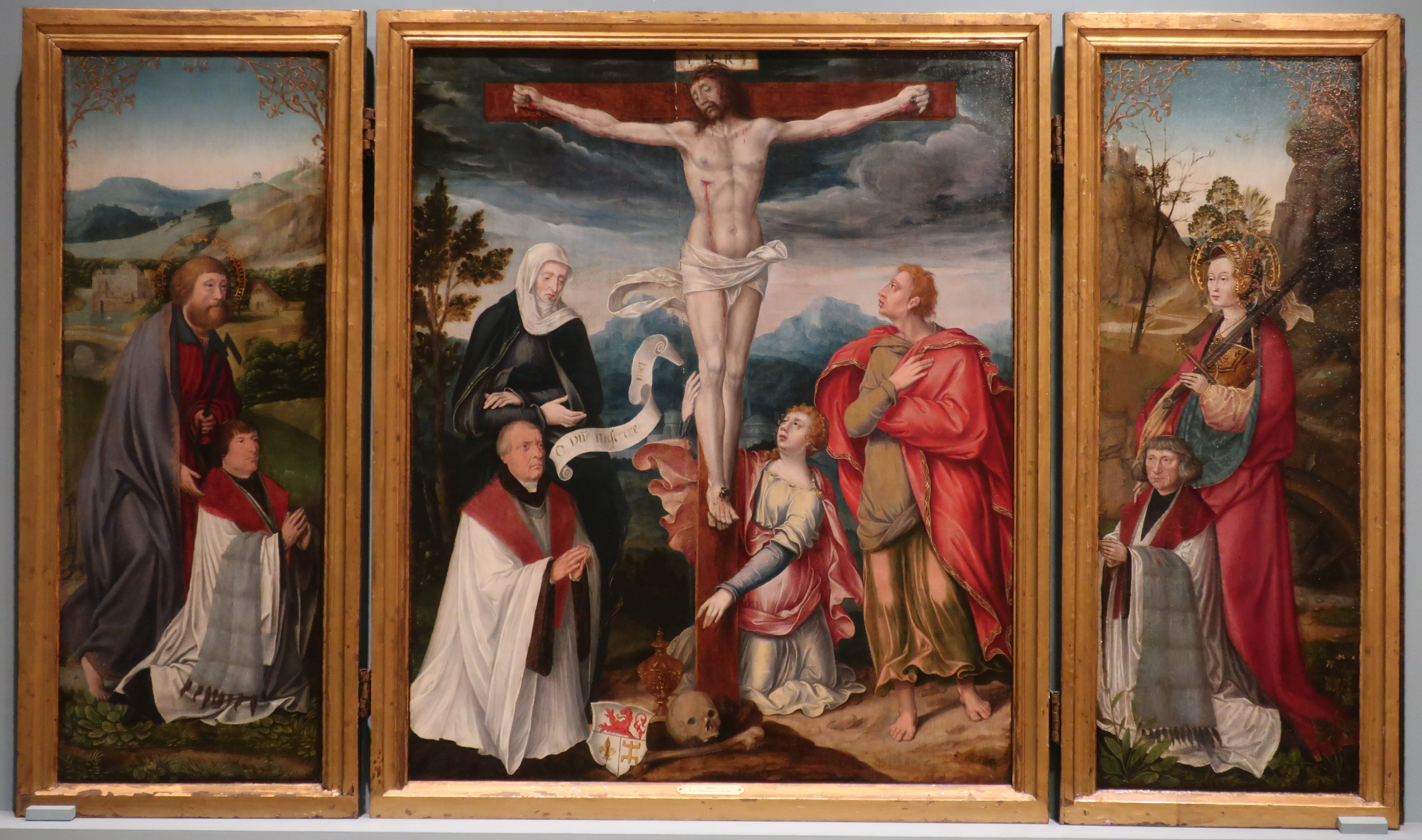
Bartholomäus Bruyn starší, Ukřižování (1520)